# Rhea Mons
Rhea Mons es un volcán en escudo en Venus. Lleva el nombre de la titánida Rea de la mitología griega.
El volcán tiene un ancho de 217 kilómetros y una altura estimada de 4 o 5 kilómetros. Está ubicada en las Tierras Altas de Beta Regio, donde es vecina norteña de Theia Mons.